# Station Rudzienice Suskie
Station Rudzienice Suskie is een spoorwegstation in de Poolse plaats Rudzienice.